# Fortuna Sittard in het seizoen 2022/23 (vrouwen)
Het seizoen 2022/2023 was het eerste jaar in het bestaan van de Sittardse vrouwenvoetbalclub Fortuna Sittard. De club kwam uit in de Eredivisie en eindigde op de derde plaats. In het toernooi om de KNVB beker reikte de ploeg tot de kwartfinale. Hierin was FC Twente te sterk met 2–1.

## Selectie en technische staf

### Selectie
| Nr.             | Nat.                 | Naam                   | Competitie  | Competitie  | Beker       | Beker       | Eredivisie Cup | Eredivisie Cup | Totaal      | Totaal      | Seizoen bij Fortuna Sittard | Vorige club              | Contract     |             |             |             |             |
| Nr.             | Nat.                 | Naam                   | W           | Goal        | W           | Goal        | W              | Goal           | W           | Goal        | Seizoen bij Fortuna Sittard | Vorige club              | Contract     |             |             |             |             |
| Doelvrouwen     | Doelvrouwen          | Doelvrouwen            | Doelvrouwen | Doelvrouwen | Doelvrouwen | Doelvrouwen | Doelvrouwen    | Doelvrouwen    | Doelvrouwen | Doelvrouwen | Doelvrouwen                 | Doelvrouwen              | Doelvrouwen  | Doelvrouwen | Doelvrouwen | Doelvrouwen | Doelvrouwen |
| --------------- | -------------------- | ---------------------- | ----------- | ----------- | ----------- | ----------- | -------------- | -------------- | ----------- | ----------- | --------------------------- | ------------------------ | ------------ | ----------- | ----------- | ----------- | ----------- |
| 1               | Vlag van België      | Diede Lemey            | 20          | 0           | 1           | 0           | 1              | 0              | 22          | 0           | 1e                          | Sassuolo                 | 30 juni 2023 |             |             |             |             |
| 22              | Vlag van Nederland   | Claire Dinkla          | 0           | 0           | 0           | 0           | 1              | 0              | 1           | 0           | 1e                          | sc Heerenveen            | 30 juni 2024 |             |             |             |             |
| 30              | Vlag van Nederland   | Britt Renzen           | 0           | 0           | 0           | 0           | 1              | 0              | 1           | 0           | 1e                          | Jeugd                    | 30 juni 2025 |             |             |             |             |
| Verdedigsters   |                      |                        |             |             |             |             |                |                |             |             |                             |                          |              |             |             |             |             |
| 2               | Vlag van Nederland   | Moïsa van Koot         | 13          | 3           | 1           | 0           | 0              | 0              | 14          | 3           | 1e                          | PEC Zwolle               | 30 juni 2024 |             |             |             |             |
| 4               | Vlag van Nederland   | Samantha van Diemen    | 20          | 0           | 1           | 0           | 2              | 0              | 23          | 0           | 1e                          | Feyenoord                | 30 juni 2025 |             |             |             |             |
| 5               | Vlag van Slovenië    | Kristina Erman         | 5           | 0           | 0           | 0           | 2              | 0              | 7           | 0           | 1e                          | Charleroi                | 30 juni 2025 |             |             |             |             |
| 6               | Vlag van Nederland   | Anna Knol              | 20          | 1           | 2           | 0           | 2              | 0              | 24          | 1           | 1e                          | Empoli FC                | 30 juni 2024 |             |             |             |             |
| 11              | Vlag van Nederland   | Alieke Tuin            | 20          | 1           | 1           | 0           | 2              | 0              | 23          | 1           | 1e                          | VV Alkmaar               | 30 juni 2024 |             |             |             |             |
| 18              | Vlag van België      | Isabelle Iliano        | 8           | 0           | 0           | 0           | 0              | 0              | 8           | 0           | 1e                          | Club YLA                 | 30 juni 2024 |             |             |             |             |
| 28              | Vlag van Nederland   | Julia Wattilete        | 2           | 0           | 0           | 0           | 1              | 0              | 3           | 0           | 1e                          | PEC Zwolle               | Contractloos |             |             |             |             |
| Middenveldsters |                      |                        |             |             |             |             |                |                |             |             |                             |                          |              |             |             |             |             |
| 7               | Vlag van IJsland     | Hildur Antonsdottir    | 18          | 2           | 1           | 0           | 2              | 0              | 21          | 2           | 1e                          | Breiðablik Kópavogur     | 30 juni 2024 |             |             |             |             |
| 8               | Vlag van Nederland   | Dana Foederer          | 19          | 2           | 1           | 0           | 1              | 0              | 21          | 2           | 1e                          | sc Heerenveen            | 30 juni 2024 |             |             |             |             |
| 10              | Vlag van Afghanistan | Farkhunda Muhtaj       | 2           | 0           | 0           | 0           | 1              | 0              | 3           | 0           | 1e                          | Jeugd                    | 30 juni 2024 |             |             |             |             |
| 15              | Vlag van Nederland   | Amber van Heeswijk     | 20          | 2           | 1           | 0           | 2              | 0              | 23          | 2           | 1e                          | Borussia Mönchengladbach | 30 juni 2024 |             |             |             |             |
| 16              | Vlag van België      | Jarne Teulings         | 20          | 4           | 1           | 0           | 2              | 0              | 23          | 4           | 1e                          | RSC Anderlecht           | 30 juni 2024 |             |             |             |             |
| 26              | Vlag van Turkije     | Yade Acem              | 0           | 0           | 0           | 0           | 0              | 0              | 0           | 0           | 1e                          | Jeugd                    | Contractloos |             |             |             |             |
| 32              | Vlag van Marokko     | Kawtar Aït Omar        | 0           | 0           | 0           | 0           | 0              | 0              | 0           | 0           | 1e                          | Jeugd                    | 30 juni 2024 |             |             |             |             |
| 44              | Vlag van België      | Féli Delacauw          | 16          | 3           | 1           | 0           | 1              | 0              | 18          | 3           | 1e                          | KAA Gent                 | 30 juni 2024 |             |             |             |             |
| Aanvalsters     |                      |                        |             |             |             |             |                |                |             |             |                             |                          |              |             |             |             |             |
| 9               | Vlag van IJsland     | María Ólafsdóttir Grós | 9           | 0           | 2           | 1           | 2              | 0              | 13          | 1           | 1e                          | Thor KA Akureyri         | 30 juni 2024 |             |             |             |             |
| 13              | Vlag van Nederland   | Hanna Huizenga         | 19          | 3           | 2           | 0           | 2              | 0              | 23          | 3           | 1e                          | SC Heerenveen            | 30 juni 2024 |             |             |             |             |
| 14              | Vlag van Nederland   | Charlotte Hulst        | 19          | 6           | 1           | 0           | 2              | 0              | 22          | 6           | 1e                          | VV Alkmaar               | 30 juni 2024 |             |             |             |             |
| 21              | Vlag van België      | Carolina Wolters       | 4           | 0           | 0           | 0           | 1              | 0              | 5           | 0           | 1e                          | Achilles '29             | 30 juni 2024 |             |             |             |             |
| 27              | Vlag van Nederland   | Suus van der Drift     | 1           | 0           | 0           | 0           | 0              | 0              | 1           | 0           | 1e                          | Jeugd                    | Contractloos |             |             |             |             |
| 29              | Vlag van België      | Tessa Wullaert         | 20          | 20          | 2           | 2           | 1              | 0              | 23          | 22          | 1e                          | RSC Anderlecht           | 30 juni 2024 |             |             |             |             |
| 33              | Vlag van Nederland   | Anne Heemskerk         | 0           | 0           | 0           | 0           | 0              | 0              | 0           | 0           | 1e                          | Jeugd                    | Contractloos |             |             |             |             |
| Nr.             | Nat.                 | Naam                   | W           | Goal        | W           | Goal        | W              | Goal           | W           | Goal        | Seizoen bij Fortuna Sittard | Vorige club              | Contract     |             |             |             |             |
| Nr.             | Nat.                 | Naam                   | Competitie  | Competitie  | Beker       | Beker       | Eredivisie Cup | Eredivisie Cup | Totaal      | Totaal      | Seizoen bij Fortuna Sittard | Vorige club              | Contract     |             |             |             |             |

### Legenda
| # | Reden                                          |
| - | ---------------------------------------------- |
|   | Heeft de club in het lopende seizoen verlaten. |

### Technische staf
| Naam                | Functie           |
| ------------------- | ----------------- |
| Roger Reijners      | Hoofdtrainer      |
| Glenda van Lieshout | Assistent-trainer |
| Wim Dusseldorp      | Assistent-trainer |

## Wedstrijdstatistieken

### Eredivisie
|       | ADO Den Haag | Ajax  | VV Alkmaar | Excelsior | Feyenoord | sc Heerenveen | PEC Zwolle | PSV   | Telstar | FC Twente |
| ----- | ------------ | ----- | ---------- | --------- | --------- | ------------- | ---------- | ----- | ------- | --------- |
| Thuis | 3 – 0        | 1 – 2 | 4 – 0      | 3 – 1     | 0 – 1     | 5 – 1         | 2 – 2      | 0 – 1 | 2 – 2   | 2 – 1     |
| Uit   | 1 – 0        | 4 – 0 | 1 – 1      | 0 – 5     | 0 – 4     | 1 – 3         | 2 – 5      | 0 – 2 | 1 – 7   | 6 – 0     |

| Speelronde 1                                                                                  | Ajax                                                                                                   | 4 – 0 (1 – 0)    | Fortuna Sittard                                                                                           | Opstelling Fortuna Sittard |
| 16 september 2022 Aanvangstijd: 19.30 uur Plaats: Amsterdam Sportpark De Toekomst             | Victoria Pelova 23', 90' Moïsa van Koot 77' (e.d.) Soraya Verhoeve 90+1'                               | Wedstrijdverslag | | Lemey, Van Koot, Knol, Van Diemen, Erman ( 34' Hulst), Van Heeswijk, Antonsdóttir, Teulings ( 85' Wolters), Tuin, Wullaert, Delacauw ( 75' Huizenga)                                            |
| Speelronde 2                                                                                  | Fortuna Sittard                                                                                        | 0 – 1 (0 – 1)    | Feyenoord                                                                                                 | Opstelling Fortuna Sittard |
| 25 september 2022 Aanvangstijd: 12.15 uur Plaats: Sittard Fortuna Sittard Stadion             | | Wedstrijdverslag | 45' Cheyenne van den Goorbergh 71' Annouk Boshuizen                                                       | Lemey, Van Koot, Knol, Van Diemen, Tuin ( 61' Hulst), Van Heeswijk, Antonsdóttir ( 83' Wolters, Foederer, Teulings ( 70' Huizenga), Wullaert, Delacauw)                                         |
| Speelronde 3                                                                                  | PEC Zwolle                                                                                             | 2 – 5 (2 – 2)    | Fortuna Sittard                                                                                           | Opstelling Fortuna Sittard |
| 30 september 2022 Aanvangstijd: 19.30 uur Plaats: Berkum Sportpark de Vegtlust                | Jeva Walk 23' Evi Maatman 39'                                                                          | Wedstrijdverslag | 6', 16' Charlotte Hulst 62' Moïsa van Koot 66' Féli Delacauw 70' Anna Knol 74' Tessa Wullaert             | Lemey, Van Koot, Knol, Van Diemen, Tuin, Van Heeswijk ( 55' Huizenga), Foederer ( 83' Wattilete), Teulings, Wullaert, Delacauw)                                                                 |
| Speelronde 4                                                                                  | PSV | 0 – 2 (0 – 1)    | Fortuna Sittard                                                                                           | Opstelling Fortuna Sittard |
| 15 oktober 2022 Aanvangstijd: 17.00 uur Plaats: Eindhoven PSV Campus De Herdgang              | | Wedstrijdverslag | 34' Tessa Wullaert 80' Diede Lemey 84' 90+2' Hanna Huizenga 90+1' Moïsa van Koot 90+2' Amber van Heeswijk | Lemey, Van Koot, Knol, Van Diemen, Tuin, Van Heeswijk, Foederer, Teulings, Delacauw ( 70' Antonsdóttir), Wullaert, Hulst ( 70' Huizenga)                                                        |
| Speelronde 5                                                                                  | Fortuna Sittard                                                                                        | 3 – 0 (1 – 0)    | ADO Den Haag                                                                                              | Opstelling Fortuna Sittard |
| 22 oktober 2022 Aanvangstijd: 14.00 uur Plaats: Sittard Fortuna Sittard Stadion               | Charlotte Hulst 33', 50', 84'                                                                          | Wedstrijdverslag | 60' Louise van Oosten                                                                                     | Lemey, Van Koot ( 78' Antonsdóttir), Knol, Van Diemen, Tuin, Van Heeswijk, Foederer, Teulings ( 78' Huizenga), Delacauw, Hulst ( 90' Wolters), Wullaert                                         |
| Speelronde 6                                                                                  | Fortuna Sittard                                                                                        | 5 – 1 (2 – 0)    | sc Heerenveen                                                                                             | Opstelling Fortuna Sittard |
| 28 oktober 2022 Aanvangstijd: 19.30 uur Plaats: Sittard Fortuna Sittard Stadion               | Moïsa van Koot 37' Tessa Wullaert 44' Jarne Teulings 46' Dana Foederer 60' Hanna Huizenga 74'          | Wedstrijdverslag | 48' Nina Nijstad 90' Janneke Ennema                                                                       | Lemey, Van Koot, Knol, Van Diemen, Tuin ( 78' Erman), Van Heeswijk, Foederer, Teulings, Huizenga, Hulst ( 64' Antonsdóttir), Wullaert                                                           |
| Speelronde 7                                                                                  | Excelsior                                                                                              | 0 – 5 (0 – 3)    | Fortuna Sittard                                                                                           | Opstelling Fortuns Sittard |
| 4 november 2022 Aanvangstijd: 19.30 uur Plaats: Krimpen aan de IJssel Sportpark Waalplantsoen | Rachel Kleine 87'                                                                                      | Wedstrijdverslag | 6' Jarne Teulings 18', 28' Wullaert 56' Féli Delacauw 60' Dana Foederer                                   | Lemey, Van Koot ( 70' Antonsdóttir), Knol, Van Diemen, Tuin, Van Heeswijk ( 84' Erman), Teulings, Foederer, Hulst, Wullaert, Delacauw ( 70' Huizenga)                                           |
| Speelronde 9                                                                                  | Fortuna Sittard                                                                                        | 4 – 0 (2 – 0)    | VV Alkmaar                                                                                                | Opstelling Fortuna Sittard |
| 25 november 2022 Aanvangstijd: 19.30 uur Plaats: Sittard Fortuna Sittard Stadion              | Jarne Teulings 21' Moïsa van Koot 26' Tessa Wullaert 49' Kim Remijnse 57' (e.d.)                       | Wedstrijdverslag | | Lemey, Van Koot ( 73' Antonsdóttir), Knol, Van Diemen, Tuin, Van Heeswijk, Teulings ( 70' Huizenga), Foederer, Hulst, Wullaert, Delacauw                                                        |
| Speelronde 10                                                                                 | Fortuna Sittard                                                                                        | 2 – 2 (1 – 1)    | Telstar                                                                                                   | Opstelling Fortuna Sittard |
| 2 december 2022 Aanvangstijd: 19.30 uur Plaats: Sittard Fortuna Sittard Stadion               | Tessa Wullaert 40' Hildur Antonsdóttir 69' Dana Foederer 79' Alieke Tuin 88'                           | Wedstrijdverslag | 25' Femke Prins 90+4' Samya Hassani                                                                       | Lemey, Antonsdóttir, Knol, Van Diemen, Tuin ( 89' Van der Drift), Van Heeswijk, Teulings, Foederer, Hulst ( 63' Huizenga), Wullaert, Delacauw                                                   |
| Speelronde 11                                                                                 | FC Twente                                                                                              | 6 – 0 (3 – 0)    | Fortuna Sittard                                                                                           | Opstelling Fortuna Sittard |
| 11 december 2022 Aanvangstijd: 16.45 uur Plaats: Enschede Sportpark Het Diekman               | Dana Foederer 10' (e.d.) Fenna Kalma 27', 61' Marisa Olislagers 31' Renate Jansen 74' Bente Jansen 89' | Wedstrijdverslag | | Lemey, Antonsdóttir, Knol, Van Diemen, Tuin, Van Heeswijk ( 64' Huizenga), Teulings, Foederer, Hulst ( 78' Iliano), Wullaert, Delacauw                                                          |
| Speelronde 13                                                                                 | Feyenoord                                                                                              | 0 – 4 (0 – 2)    | Fortuna Sittard                                                                                           | Opstelling Fortuna Sittard |
| 29 januari 2023 Aanvangstijd: 12.15 uur Plaats: Rotterdam Sportcomplex Varkenoord             | Annouk Boshuizen 15' Cheyenne van den Goorbergh 23' Amber Verspaget 51'                                | Wedstrijdverslag | 7' Amber van Heeswijk 32', 69' Tessa Wullaert 58' Alieke Tuin                                             | Lemey, Van Koot, Knol, Van Diemen, Tuin, Van Heeswijk, Delacauw ( 76' Antonsdóttir), Foederer, Teulings, Wullaert, Hulst ( 86' Muhtaj)                                                          |
| Speelronde 14                                                                                 | sc Heerenveen                                                                                          | 1 – 3 (1 – 3)    | Fortuna Sittard                                                                                           | Opstelling Fortuna Sittard |
| 3 februari 2023 Aanvangstijd: 19.30 uur Plaats: Heerenveen Sportpark Skoatterwald             | Roos de Haas 18' Nina Nijstad 29'                                                                      | Wedstrijdverslag | 28' Tessa Wullaert 34' Charlotte Hulst 43' Féli Delacauw 76' Isabelle Iliano                              | Lemey, Van Koot ( 63' Iliano), Knol, Van Diemen, Tuin, Van Heeswijk, Delacauw, Foederer ( 76' Antonsdóttir), Teulings ( 78' Huizeng), Wullaert, Hulst ( 88' Ólafsdóttir Grós)                   |
| Speelronde 12                                                                                 | Fortuna Sittard                                                                                        | 2 – 2 (0 – 0)    | PEC Zwolle                                                                                                | Opstelling Fortuna Sittard |
| 7 februari 2023 Aanvangstijd: 18.00 uur Plaats: Sittard Fortuna Sittard Stadion               | Jarne Teulings 53' Tessa Wullaert 68' Delacauw 90+4'                                                   | Wedstrijdverslag | 74' Jeva Walk 90+2' Inske Weiman                                                                          | Lemey, Iliano, Knol, Van Diemen, Tuin, Van Heeswijk, Delacauw, Foederer ( 64' Antonsdóttir), Teulings ( 76' Huizeng), Wullaert, Hulst ( 64' Ólafsdóttir Grós)                                   |
| Speelronde 15                                                                                 | Fortuna Sittard                                                                                        | 0 – 1 (0 – 0)    | PSV | Opstelling Fortuna Sittard |
| 12 februari 2023 Aanvangstijd: 12.15 uur Plaats: Sittard Fortuna Sittard Stadion              | Amber van Heeswijk 53' Isabelle Iliano 68' Dana Foederer 81'                                           | Wedstrijdverslag | 84' Gwyneth Hendriks 87' 90' Esmee Brugts                                                                 | Lemey, Iliano, Knol, Van Diemen, Tuin, Van Heeswijk, Delacauw, Foederer, Teulings ( 76' Huizenga), Wullaert, Ólafsdóttir Grós ( 72' Huizenga)                                                   |
| Speelronde 16                                                                                 | Fortuna Sittard                                                                                        | 2 – 1 (0 – 1)    | FC Twente                                                                                                 | Opstelling Fortuna Sittard |
| 5 maart 2023 Aanvangstijd: 12.15 uur Plaats: Sittard Fortuna Sittard Stadion                  | Anna Knol Tessa Wullaert 75' Hanna Huizenga 90+1'                                                      | Wedstrijdverslag | 23' Caitlin Dijkstra 37' (e.d.) Anna Knol                                                                 | Lemey, Iliano ( 74' Huizenga), Knol, Van Diemen, Tuin, Van Heeswijk, Antonsdóttir, Foederer, Teulings ( 87' Hulst), Wullaert, Ólafsdóttir Grós                                                  |
| Speelronde 17 (inhaalduel)                                                                    | ADO Den Haag                                                                                           | 1 – 0 (0 – 0)    | Fortuna Sittard                                                                                           | Opstelling Fortuna Sittard |
| 10 maart 2023 Aanvangstijd: 19.30 uur Plaats: Den Haag Bingoal Stadion                        | Liz Rijsbergen 51' Jaimy Ravensbergen 86' (pen.)                                                       | Wedstrijdverslag | 82' Samantha van Diemen 85' Diede Lemey                                                                   | Lemey, Iliano ( 70' Van Koot), Knol, Van Diemen, Tuin, Van Heeswijk, Antonsdóttir, Foederer ( 70' Huizenga), Teulings ( 71' Hulst), Wullaert, Ólafsdóttir Grós                                  |
| Speelronde 18                                                                                 | Fortuna Sittard                                                                                        | 3 – 1 (1 – 1)    | Excelsior                                                                                                 | Opstelling Fortuna Sittard |
| 24 maart 2023 Aanvangstijd: 19.30 uur Plaats: Sittard Fortuna Sittard Stadion                 | Amber van Heeswijk 19' Kristina Erman 77' Tessa Wullaert 89'                                           | Wedstrijdverslag | 31' Lotje de Keijzer                                                                                      | Lemey, Van Koot ( 65' Erman), Knol, Van Diemen, Tuin, Van Heeswijk ( 65' Hulst), Antonsdóttir, Foederer ( 65' Delacauw), Teulings, Wullaert, Ólafsdóttir Grós ( 87' Huizenga)                   |
| Speelronde 19                                                                                 | Telstar                                                                                                | 1 – 7 (0 – 3)    | Fortuna Sittard                                                                                           | Opstelling Fortuna Sittard |
| 31 maart 2023 Aanvangstijd: 19.30 uur Plaats: Velsen-Zuid 711 Stadion                         | Chelly Drost 90+1'                                                                                     | Wedstrijdverslag | 16' Jarne Teulings 37', 41', 51', 79', 81' Tessa Wullaert 54' Hildur Antonsdóttir                         | Lemey, Van Koot ( 80' Wattilete), Knol, Van Diemen, Tuin ( 63' Iliano), Van Heeswijk ( 80' Huizenga), Antonsdóttir, Foederer ( 63' Delacauw), Teulings, Wullaert, Ólafsdóttir Grós ( 63' Hulst) |
| Speelronde 20                                                                                 | Fortuna Sittard                                                                                        | 1 – 2 (0 – 0)    | Ajax | Opstelling Fortuna Sittard |
| 22 april 2023 Aanvangstijd: 19.00 uur Plaats: Sittard Fortuna Sittard Stadion                 | Tessa Wullaert 47' (pen.)                                                                              | Wedstrijdverslag | 51', 64' Romée Leuchter                                                                                   | Lemey, Van Heeswijk, Knol, Van Diemen, Tuin ( 82' Iliano), Delacauw ( 65' Huizenga), Antonsdóttir, Foederer, Teulings ( 82' Hulst), Wullaert, Ólafsdóttir Grós                                  |
| Speelronde 22                                                                                 | VV Alkmaar                                                                                             | 1 – 1 (0 – 0)    | Fortuna Sittard                                                                                           | Opstelling Fortuna Sittard'" |
| 7 mei 2023 Aanvangstijd: 14.30 uur Plaats: Alkmaar Sportpark Robonsbosweg                     | Camie Mol 49' 79' Isa Colin 69'                                                                        | Wedstrijdverslag | 74' Hildur Antonsdóttir 90+4' Tessa Wullaert                                                              | Lemey, Van Heeswijk, Knol, Van Diemen, Tuin, Antonsdóttir, Teulings ( 76' Muhtaj), Foederer ( 33' Erman), Ólafsdóttir Grós ( 46' Huizenga), Wullaert, Hulst                                     |

### KNVB beker
| Achtste finale                                                                           | Fortuna Sittard                               | 2 – 1 (0 – 0)    | PEC Zwolle         | Opstelling Fortuna Sittard |
| 26 februari 2023 Aanvangstijd: 15.00 uur Plaats: Nederweert-Eind Sportpark Op den Hooven | Tessa Wullaert 67' María Ólafsdóttir Grós 77' | Wedstrijdverslag | 80' Evi Maatman    | Dinkla, Iliano ( 82' Erman), Knol, Van Diemen, Tuin, Van Heeswijk, Antonsdóttir, Foederer, Ólafsdóttir Gros, Huizenga, Hulst ( 60' Wullaert)     |
| Kwartfinale                                                                              | FC Twente                                     | 2 – 1 (0 – 1)    | Fortuna Sittard    | Opstelling Fortuna Sittard |
| 17 maart 2023 Aanvangstijd: 19.30 uur Plaats: Enschede Het Diekman                       | Fenna Kalma 85' Bente Jansen 90+6'            | Wedstrijdverslag | 31' Tessa Wullaert | Lemey, Van Koot, Knol, Van Diemen, Tuin, Van Heeswijk ( 81' Hulst), Antonsdóttir, Foederer, Teulings ( 67' Huizenga), Wullaert, Ólafsdóttir Grós |

### Eredivisie Cup 2022/23
| Halve finale                                                                  | FC Twente                                                                     | 5 – 0 (2 – 0)    | Fortuna Sittard                                                      | Opstelling Fortuna Sittard |
| 14 mei 2023 Aanvangstijd: 14.30 uur Plaats: Enschede Sportpark Het Diekman    | Renate Jansen 7', 54' Elena Dhont 30' Anna-Lena Stolze 56' Sterre Kroezen 86' | Wedstrijdverslag | Samantha van Diemen                                                  | Lemey, Van Heeswijk, Knol, Van Diemen, Tuin, Antonsdóttir, Delacauw ( 73' Erman), Foederer, Ólafsdóttir Gros, Wullaert ( 46' Huizenga), Teulings ( 77' Hulst)            |
| Halve finale                                                                  | Fortuna Sittard                                                               | 0 – 4 (0 – 1)    | FC Twente                                                            | Opstelling Fortuna Sittard |
| 17 maart 2023 Aanvangstijd: 14.30 uur Plaats: Sittard Fortuna Sittard Stadion | Jarne Teulings 86'                                                            | Wedstrijdverslag | 24' Te Brake 52', 75' Fenna Kalma 46' Wieke Kaptein 60' Bente Jansen | Renzen, Erman ( 88' Wattilete), Knol, Van Diemen, Tuin, Van Heeswijk, Delacauw ( 58' Muhtaj), Foederer, Teulings, Huizenga ( 88' Wolters), Ólafsdóttir Grós ( 46' Hulst) |

## Statistieken Fortuna Sittard 2022/2023

### Eindstand Fortuna Sittard in de Nederlandse Eredivisie Vrouwen 2022 / 2023
| Stand | Gespeeld | Gewonnen | Gelijk | Verloren | Punten | Doelpunten voor | Doelpunten tegen | Gele kaarten | Rode kaarten |
| ----- | -------- | -------- | ------ | -------- | ------ | --------------- | ---------------- | ------------ | ------------ |
| 3e    | 20       | 11       | 3      | 6        | 36     | 49              | 27               | 17           | 0            |

### Topscorers
| #      | Naam                   | Goal |
| ------ | ---------------------- | ---- |
| 1.     | Tessa Wullaert         | 20   |
| 2.     | Charlotte Hulst        | 6    |
| 3.     | Jarne Teulings         | 4    |
| 4.     | Féli Delacauw          | 3    |
| 4.     | Hanna Huizenga         | 3    |
| 4.     | Moïsa van Koot         | 3    |
| 7.     | Hildur Antonsdóttir    | 2    |
| 7.     | Dana Foederer          | 2    |
| 7.     | Amber van Heeswijk     | 2    |
| 10.    | Kristina Erman         | 1    |
| 10.    | María Ólafsdóttir Grós | 1    |
| 10.    | Alieke Tuin            | 1    |
| Totaal | Totaal                 | 49   |

| #      | Naam                   | Goal |
| ------ | ---------------------- | ---- |
| 1.     | Tessa Wullaert         | 2    |
| 2.     | María Ólafsdóttir Grós | 1    |
| Totaal | Totaal                 | 3    |

### Kaarten
| #      | Naam                | Kreeg geel |
| ------ | ------------------- | ---------- |
| 1.     | Amber van Heeswijk  | 3          |
| 2.     | Hildur Antonsdóttir | 2          |
| 2.     | Féli Delacauw       | 2          |
| 2.     | Isabelle Iliano     | 2          |
| 2.     | Diede Lemey         | 2          |
| 6.     | Samantha van Diemen | 1          |
| 6.     | Dana Foederer       | 1          |
| 6.     | Hanna Huizenga      | 1          |
| 6.     | Moïsa van Koot      | 1          |
| 6.     | Jarne Teulings      | 1          |
| 6.     | Alieke Tuin         | 1          |
| Totaal | Totaal              | 17         |

| #      | Naam           | Kreeg voor de tweede keer geel en dus rood |
| ------ | -------------- | ------------------------------------------ |
| –      | Geen speelster | 0                                          |
| Totaal | Totaal         | 0                                          |

| #      | Naam           | Weggestuurd |
| ------ | -------------- | ----------- |
| –      | Geen speelster | 0           |
| Totaal | Totaal         | 0           |